# 화순 배씨
화순 배씨(和順裵氏)는 전라남도 화순군을 본관으로 하는 한국의 성씨이다. 시조는 배련(裵練)은 고려에서 국자감(國子監) 진사(進士)를 지냈다.

## 참고 자료
- “화순배씨(和順裵氏)”. 뿌리를 찾아서.[깨진 링크(과거 내용 찾기)]